# Calpocalyx cauliflorus
Calpocalyx cauliflorus é uma espécie de legume da família Leguminosae.
Pode ser encontrada nos seguintes países: Camarões e Nigéria.